# زیردریایی کلاس آمفیون
زیردریایی کلاس آمفیون (به انگلیسی: Amphion-class submarine) یک کلاس از زیردریایی است که طول آن 280.5 ft (85.50 m) می‌باشد.